# Borough of Medina
Medina var ett distrikt i Isle of Wight i England. Distriktet hade 72 000 invånare år 1992. Distriktet upprättades den 1 april 1974 genom att boroughs Newport och Ryde slogs ihop med stadsdistriktet Cowes. Det avskaffades 1 april 1995 och blev en del av Isle of Wight enhetskommun.